# Alexis Smith
Alexis Smith (nacida como Gladys Smith; Penticton, Columbia Británica, Canadá, 8 de junio de 1921-Los Ángeles, California, 9 de junio de 1993) fue una actriz canadiense.

## Biografía
Hija única de Gladys Mabel Smith (de soltera, Fitz-Simmons; canadiense) y Alexander Smith (escocés), sus padres se mudaron de la Columbia Británica a Los Ángeles cuando ella tenía un año, y en 1939 se naturalizaron estadounidenses.
Tras destacar en una obra teatral escolar de su universidad, un cazatalentos se fijó en ella y Smith firmó un contrato con los estudios Warner Brothers en 1940. Sus primeras actuaciones fueron en pequeños papeles sin reflejar en los títulos de crédito, necesitando varios años para que su carrera cobrara importancia. Su primer papel acreditado fue en el largometraje Dive Bomber (1941), interpretando al personaje femenino principal, junto a Errol Flynn. Su actuación en The Constant Nymph (1943) fue bien recibida, y le supuso el paso a papeles más importantes. En la década de 1940 actuó con algunas de las grandes estrellas masculinas de la época, incluyendo a Errol Flynn en Gentleman Jim (1942) y San Antonio (1945) (en la cual ella cantaba una versión de la balada Some sunday morning), Humphrey Bogart en The Two Mrs. Carrolls (1947), Cary Grant en Night and Day (1946), y Bing Crosby en Here Comes the Groom (1951).
Entre otros filmes de Smith destacan Rhapsody In Blue (1945), Of Human Bondage (1946) y The Young Philadelphians (1959). 
Era de elevada estatura, una de las actrices más altas del momento, junto con Kay Francis e Ingrid Bergman.

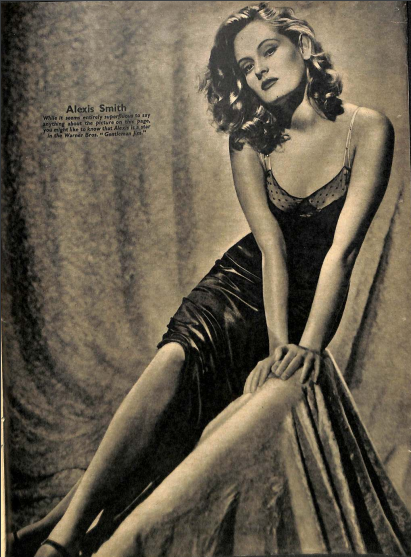
Alexis Smith, posando para la revista Yank, the Army Weekly; febrero de 1943.

Smith hizo giras teatrales y apariciones en programas y series de televisión en los años 50 y 60; apareció en la portada del 3 de mayo de 1971 de la revista Time con el anuncio de que interpretaría en Broadway la obra de Stephen Sondheim Follies, producida por Hal Prince. En 1972 ganó el Tony a la mejor actriz en un musical por esa interpretación. Después, en 1973, trabajó en The Women. En 1975 interpretó la comedia Summer Brave, y en 1978 el musical Platinum.
Además, Smith tuvo un papel recurrente en la serie televisiva Dallas, en 1984 y en 1990. Por su trabajo en la sitcom Cheers en 1990 fue nominada a un premio Emmy.
Murió a causa de un tumor cerebral. Su último filme, La edad de la inocencia (1993), fue estrenado poco después de su fallecimiento. No había tenido hijos, la sobrevivió su esposo Craig Stevens, con quien estuvo casada cuarenta y nueve años. Sus restos fueron incinerados y las cenizas esparcidas en el mar.

## Filmografía
| - Lady with Red Hair (1940) - She Couldn't Say No (1940) - The Great Mr. Nobody (1941) - Flight from Destiny (1941) - Here Comes Happiness (1941) - Affectionately Yours (1941) - Singapore Woman (1941) - Three Sons o' Guns (1941) - Dive Bomber (1941) - The Smiling Ghost (1941) - Passage from Hong Kong (1941) - Steel Against the Sky (1941) - Gentleman Jim (1942) - The Constant Nymph (La ninfa constante) (1943) - Thank Your Lucky Stars (1943) - The Adventures of Mark Twain (1944) - The Doughgirls (1944) - Hollywood Canteen (1944) - The Horn Blows at Midnight (1945) | - Conflict (Retorno al abismo) (1945) - Rhapsody in Blue (1945) - San Antonio (1945) - One More Tomorrow (1946) - Night and Day (Noche y día) (1946) - Of Human Bondage (1946) - The Two Mrs. Carrolls (Las dos señoras Carroll) (1947) - Stallion Road (1947) - So You Want to Be in Pictures (1947) - The Decision of Christopher Blake (1948) - Always Together (1948) - The Woman in White (1948) - Whiplash (1948) - South of St. Louis (Al sur de San Luis) (1949) - One Last Fling (1949) - Any Number Can Play (1949) - Montana (1950) - Wyoming Mail (El correo de la muerte) (1950) - Undercover Girl (1950) | - Here Comes the Groom (Aquí viene el novio) (1951) - Cave of Outlaws (1951) - The Turning Point (Un hombre acusa) (1952) - Split Second (1953) - The Sleeping Tiger (El tigre dormido) (1954) - The Eternal Sea (1955) - Beau James (1957) - This Happy Feeling (La pícara edad) (1958) - The Young Philadelphians (La ciudad frente a mí, 1959) - It Intrigues Other Worlds (1974) - Busby Berkeley (1974) (documental) - Jacqueline Susann's Once Is Not Enough (Una vez no basta) (1975) - The Little Girl Who Lives Down the Lane (1976) - Casey's Shadow (1978) - La truite (1982) - Tough Guys (Otra ciudad, otra ley) (1986) - La edad de la inocencia (1993) |